# Cunegonda di Sternberg
Cunegonda di Sternberg (Castello di Konopiště, 18 novembre 1425 – Poděbrady, 19 novembre 1449) è stata una nobile boema.
Era figlia dei nobili boemi Smil di Sternberg († 1431) e Barbara di Pardubice († 1433).

## Biografia
Cunegonda sposò nel 1441 il ventunenne Giorgio di Poděbrady, futuro re di Boemia, allora capitano dell'antico circolo di Brandýs nad Labem-Stará Boleslav dal 1440.
Nel 1444 Cunegonda fondò un ospedale Poděbrady, che prese da lei il proprio nome e rimase in funzione fino all'inizio del XX secolo. Ella fondò anche istituti per l'educazione dei giovani e scuole ed edifici per la riabilitazione dei carcerati.
Morì nel 1449, il giorno dopo il suo compleanno, a 24 anni di età, alcuni giorni dopo aver dato alla luce due figlie gemelle. La sua salma fu inumata nella chiesa parrocchiale dell'Esaltazione della Croce a Poděbrady.

## Discendenza
Cunegonda diede a Giorgio tre figli e tre figlie, morendo a seguito dell'ultimo parto, gemellare:
- Boček (1442–1496), mentalmente disabile;
- Vittorio (1443–1500), duca di Münsterberg;
- Barbara (1446–1474), che sposò in prime nozze Enrico di Lipé († 1469) e in seconde nozze Jan Křinecký di Ronov;
- Enrico (1448–1498), detto il Vecchio, duca di Münsterberg-Oels;
- Caterina (1449–1464), gemella di Sidonia, nel 1463 sposò il re d'Ungheria Mattia Corvino; morì di parto l'anno seguente insieme al nascituro;
- Sidonia, gemella di Caterina (1449–1510), che nel 1464 sposò Alberto III di Sassonia, detto il Coraggioso, duca di Sassonia, ed ebbe nove figli.